# Antonio Briseño
Antonio Briseño Vázquez (Guadalajara, 5 febbraio 1994) è un calciatore messicano, difensore del Toluca.

## Caratteristiche tecniche
È un difensore centrale.

## Palmarès

### Club

#### Competizioni nazionali
- Campionato messicano: 2

Tigres UANL: Apertura 2015
Toluca: 2024-2025 (Clausura)

### Nazionale
- Campionato mondiale Under-17: 1

Messico 2011
- Coppa CONCACAF Under-20: 1

Messico 2013